# 座間9人殺害事件
座間9人殺害事件（ざま くにんさつがいじけん）は、2017年（平成29年）10月30日に日本の神奈川県座間市緑ケ丘六丁目で発覚した大量殺人事件。警視庁が行方不明になっていた東京都在住の女性（当時23歳）の行方を捜査したところ、犯人の男S（逮捕当時27歳）が住んでいた座間市緑ケ丘六丁目のアパート居室内で、翌31日までに若い女性8人・男性1人の計9人が切断された遺体として発見された。警視庁が死体遺棄容疑で逮捕したSを尋問した結果、一連の事件はSが単独で実行した連続殺人事件であることが判明した。報道などでは座間9遺体事件、座間アパート9遺体事件、座間9人遺体事件、座間事件などと呼称される場合もある。
Sが殺害、遺体損壊を行った期間は8月22日から10月30日までの期間で、全て遺体が発見された室内で行われたとみられている。
2017年10月31日にSは逮捕され、以降、S自身の供述および司法解剖の結果、さらに複数人の殺人・死体遺棄容疑で再逮捕された後、9人に対する強盗・強制性交等罪、強盗殺人罪、死体損壊・遺棄罪で起訴された。そして刑事裁判では、被害者9人全員への承諾なき殺害行為（女性8人への強盗・強制性交等殺人罪＋男性1人への強盗殺人罪）などが認定され、被告人Sは2020年（令和2年）12月15日に東京地方裁判所立川支部で死刑判決を受けた。いったんはSの弁護人が控訴したが、Sは自ら控訴を取り下げたため、控訴期限が切れた2021年（令和3年）1月5日に死刑判決が確定、2025年（令和7年）6月27日に東京拘置所で死刑を執行された（34歳没）。
事件は日本国政府の関係閣僚会議や海外メディアにも大きな影響を与えた（後述）ほか、事件に利用されたSNS（ソーシャル・ネットワーキング・サービス） のTwitter（ツイッター）では事件後に利用規約変更がなされた。

## 事件の経緯

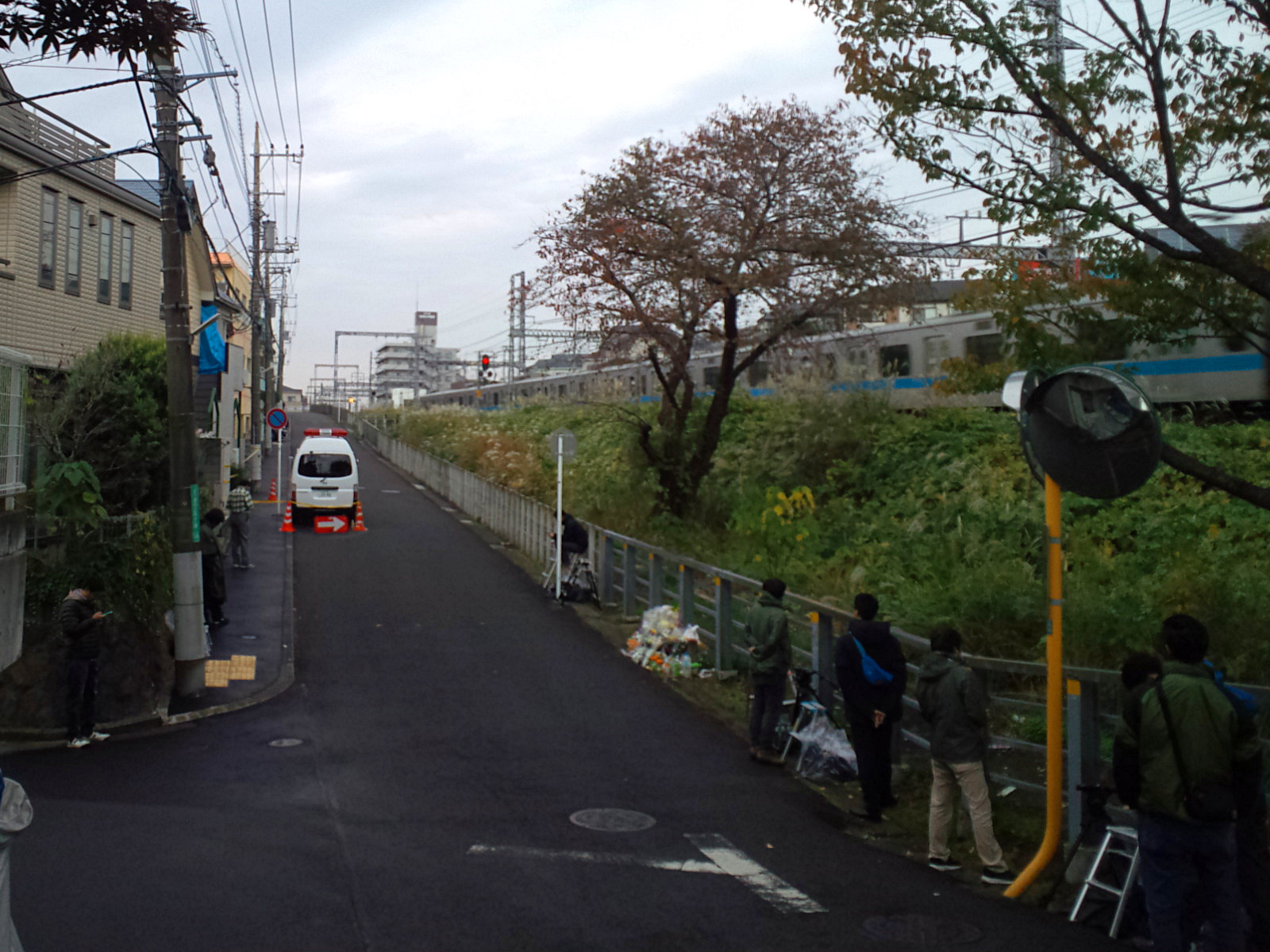
献花がされ報道陣が控える現場前

以下ではSの供述や公的記録などにより明らかになった事件の全容を時系列に沿って記述する。

### 現場アパート入居以前
犯人であるS・T（逮捕当時27歳）は、1990年（平成2年）10月9日生まれで、出生地は東京都町田市。婚姻歴はない。
1994年（平成6年）ごろ、当時4歳だったSは自動車関連の仕事をしていた父親と母親・妹とともに座間市の一軒家に引越し、2009年（平成21年）3月に横浜市内の県立高校（神奈川県内の商業系高校）を卒業してから大手スーパーに就職した。就職後は正社員として勤務しており、目立ったトラブルはなかったが、2011年（平成23年）10月に自己都合退職してからは海老名市内のパチンコ店に勤務するなど、神奈川県内で複数の職を転々とした。
幼少期のSはおとなしく目立たない存在で、両親・妹との4人家族だったが、事件発覚の数年前に母親・妹と別居するようになり、父親が1人で自営業を営んでいた。2017年初めは東京都豊島区に在住し、新宿区歌舞伎町にある職業紹介会社で風俗店などに女性を派遣する仕事をしていたが、2017年1月16日には組織犯罪処罰法違反（犯罪収益等隠匿）の容疑で、2月6日には職業安定法違反（有害業務の職業紹介）の容疑で、それぞれ当時勤めていた職業紹介会社の経営者とともに茨城県警生活環境課と鹿嶋警察署に逮捕され、2月に起訴された。同年3月に保釈されたSは、実家で父親と2人暮らししながら倉庫会社でアルバイトをするが、その際に「父親のもとを早く離れたい」「女性のヒモになりたい」と考え、スカウト業の経験から、自殺志願者は言いなりにしやすいと思いつく。同月15日、SはTwitterアカウントを開設して「自殺したい」などと嘘のツイートをするようになり、Twitterを利用して自殺願望を持つ女性たちと交流することを開始している（後述）。この時期からSはインターネットで自殺に関する知識を得ており、自身の知識が増えると共に自身の（自殺に関する）話に興味を持つ相手が増えたことも供述している。
Sは先述の罪で、同年5月29日に水戸地裁土浦支部から懲役1年2月・執行猶予3年の有罪判決を言い渡され、同年6月13日に判決が確定した。それからまもなくバイトを辞めて無職となっており、それ以降はほとんど仕事をしておらず、後に「楽して生活したかった」などと供述している。

### 現場アパートへ入居、殺害の開始
Sは遺体が発見された現場の座間市緑ケ丘の小田急小田原線の線路に面した木造2階建てアパートの一室を8月18日に賃貸契約し、同月22日に入居した。
賃貸契約した8月18日には1人目の被害者もSと同行しアパート室内を内覧していたほか、翌19日には不動産会社にも同行、訪問しSと共に賃貸契約手続を進めていた。このアパートは賃貸契約の際に口座に一定額を所持している必要があり、そのため1人目の被害者女性に51万円を振り込ませた。また、アパートの入居手続きは父親が済ませたが、その際はとても慌ただしい様子だったとアパートの管理人は語っている。
Sは被害者を誘い出す口実にも「一緒に死のう」と呼びかけてはいたが、実際に自分も共に自殺するつもりはなかった。
解体に用いた道具としてのこぎりなどを準備しており、これをアパート入居前に遺体の解体準備として事前に購入していた。遺体の切断方法についてもスマートフォンを利用して検索し調べていた。
その後、Sは8月22日に同アパートに入居して以降、Twitterでメッセージを送った女性らを自宅に招き入れ、睡眠薬・酒を飲ませた後に殺害した。殺害方法は、ロフトから垂らしたロープで首を吊って絞殺した。起訴状（2018年9月10日付、東京地検立川支部より東京地裁立川支部宛）によれば殺害の経緯は以下の通り。
| 順番 | 発生日     | 被害者                                | 容疑 | 経緯 |
| ---- | ---------- | ------------------------------------- | --- | --- |
| 1    | 8月23日頃  | 女性A（21歳、神奈川県厚木市）         | 強盗・強制性交等殺人、 死体損壊・死体遺棄罪 ※3人目の男性のみ、 「強制性交等」がなく、 単に「強盗殺人」。 | 「アパートの入居費に充てるため」に女性から借りた現金36万円の返済を免れる目的で殺害を決意し、性的暴行後、自宅アパートでロープを用い首をしめて殺害し現金数万円を奪った。 |
| 2    | 8月28日頃  | 女子高生B（15歳、群馬県邑楽郡邑楽町） | 強盗・強制性交等殺人、 死体損壊・死体遺棄罪 ※3人目の男性のみ、 「強制性交等」がなく、 単に「強盗殺人」。 | 自宅アパートで性的暴行後、ロープで絞殺し現金数千円を奪った。 |
| 3    | 8月30日頃  | 男性C（20歳、神奈川県横須賀市）       | 強盗・強制性交等殺人、 死体損壊・死体遺棄罪 ※3人目の男性のみ、 「強制性交等」がなく、 単に「強盗殺人」。 | 自宅アパートでロープで絞殺し、現金数千円を奪った。 殺害動機は「男性と面識があった厚木市の女性が殺害されたことが男性に発覚するのを恐れたため」だった。                  |
| 4    | 9月16日頃  | 女子大生D（19歳、埼玉県所沢市）       | 強盗・強制性交等殺人、 死体損壊・死体遺棄罪 ※3人目の男性のみ、 「強制性交等」がなく、 単に「強盗殺人」。 | 自宅アパートで性的暴行後、ロープで絞殺し現金数百円を奪った。 |
| 5    | 9月24日頃  | 女性E（26歳、埼玉県春日部市）         | 強盗・強制性交等殺人、 死体損壊・死体遺棄罪 ※3人目の男性のみ、 「強制性交等」がなく、 単に「強盗殺人」。 | 自宅アパートで性的暴行後、ロープで絞殺し現金数千円を奪った。 |
| 6    | 9月28日頃  | 女子高生F（17歳、福島県福島市）       | 強盗・強制性交等殺人、 死体損壊・死体遺棄罪 ※3人目の男性のみ、 「強制性交等」がなく、 単に「強盗殺人」。 | 同上。 |
| 7    | 9月30日頃  | 女子高生G（17歳、埼玉県さいたま市）   | 強盗・強制性交等殺人、 死体損壊・死体遺棄罪 ※3人目の男性のみ、 「強制性交等」がなく、 単に「強盗殺人」。 | 自宅アパートで性的暴行後、ロープで絞殺し現金数万円を奪った。 |
| 8    | 10月18日頃 | 女性H（25歳、神奈川県横浜市）         | 強盗・強制性交等殺人、 死体損壊・死体遺棄罪 ※3人目の男性のみ、 「強制性交等」がなく、 単に「強盗殺人」。 | 自宅アパートで性的暴行後、ロープで絞殺し現金数百円を奪った。 |
| 9    | 10月23日頃 | 女性I（23歳、東京都八王子市）         | 強盗・強制性交等殺人、 死体損壊・死体遺棄罪 ※3人目の男性のみ、 「強制性交等」がなく、 単に「強盗殺人」。 | 同上。 |

殺害した被害者の言動として「本当に死のうと考えている人はいなかった」と話しており、八王子市の女性Iを殺害した際の状況については「首を絞める際に抵抗された」と話していた 。また、1人目の殺害後には新たな準備として、女性を拘束したり箱を縛ったりするのに使ったとしている結束バンドなどを購入していた。また、1人目を探していた男性が現れた時も、女性と同様に殺害した（後述）。
遺体の解体は証拠隠滅目的であり、解体は室内の浴槽で行っており、頭部以外の遺体の他の部分は解体後、密封容器に入れて現場のアパートから離れた2か所のゴミ置き場に捨てていた。（解体時の）遺体の切断そのものについては負担を感じていた。

### 福島・埼玉・神奈川の3県警の連携経緯
2017年9月27日に福島市の女子高校生が行方不明になり家族から捜索願を受けた福島県警察が携帯電話電波の発信記録を調べたところ、翌9月28日午後に神奈川県座間市緑ケ丘の携帯電話基地局が検知していたことが判明した。この情報を受けて2017年9月28日に福島県警察から神奈川県警察宛に正式に捜索要請が発せられ、神奈川県座間警察署は捜索にあたって署員4人を投入し3時間捜索した。
翌月10月2日には埼玉県警察から神奈川県警察に対し福島県警察と同様の少女捜索要請があり、この捜索要請の背景には埼玉県警察が捜索願を受諾した少女の持つ携帯電話の最終発信地点が9月30日に緑ケ丘で記録していた事実があった。
この時点で神奈川県警は異なる地域で捜索願いを提出された少女2人が同一地域で消息不明となった経緯を把握し、2つの行方不明事件を結びつけて集団自殺ではないか、との疑念を抱き、捜索範囲を前回範囲から更に拡大し、自殺者が集まりそうな場所や山中へ捜索範囲を広げるなどの対処を行っていた。
ただし、この福島・埼玉両県警からの神奈川県警に対する捜索要請は事件に巻き込まれたなどの切迫性のない要請であったため、神奈川県警はアパート最寄りの駅などに設置された防犯カメラの記録映像は調べなかったことを後に述べている。

### 最後の被害者の動きと逮捕まで
最後の被害者となった八王子市内の女性I（事件当時23歳）は、10月21日に勤務先の福祉作業所の同僚が女性宅を訪れて面会したのを最後に行方不明となっていた。同月23日にJR八王子駅と、Sが賃貸したアパートに近い小田急小田原線相武台前駅の防犯カメラに2人が共に撮影されている。
翌24日に被害者の兄が警視庁高尾警察署に捜索届を提出し、これ以降同署は捜査を開始していた。この際に後述のTwitterで、逮捕時に囮役を行った女性が兄へSの情報を提供している。
10月30日になり、兄に情報提供した女性が警視庁のおとり捜査に協力。SをJR町田駅に誘い出し、行けなくなりましたと連絡。移動を始めたSを捜査員が尾行し、自宅アパートの特定に至った。異臭が漏れるアパートに捜査員が踏み込むと、室内で遺体の一部が入っていた多数のクーラーボックスを発見。警視庁刑事部捜査第一課は翌日31日にSを死体遺棄容疑で逮捕し、事件発覚直後には高尾警察署に捜査本部を設置した。
室内にはクーラーボックス3つ、大型の収納箱4つなど8つの箱があり、1つは空で、残りの7つにバラバラに解体された遺体が入っており、一部は腐乱していた。発見された遺体の部位は9人の頭部のほか、約240本の骨があった。また、このとき室内から被害者名義のキャッシュカードや女性用の靴、カバンが複数発見されていた。箱から発見された遺体には証拠隠滅のためにネコのトイレ用の砂が被せられていた。
遺体の切断などに使用した道具類を捨てずに持っていた理由については、事件発覚を恐れて捨てられず保管していたものとみられている。クーラーボックスに頭部や骨を保存していた理由については、頭部を解体して周囲住民に発覚することを恐れ、後日山に埋めに行こうと考えていたと話した。
また、発見された1つの空箱について、Sは犯行のたびに箱を準備していたことを供述しており、この空箱は10人目の被害者を狙う計画のために準備されていたと警視庁はみている。

### 逮捕後
司法解剖の結果、箱から見つかった遺体は2人が死後1 - 2週間、残り7人が死後1か月から数か月経過しており、9人のうち2人は首を絞められたような跡があった。2017年11月6日には最後の被害者の身元が判明し警視庁は同日発表、残る被害者8人についても、同月9日までに遺体の鑑定に家族の協力を経てDNA型鑑定を使用し全員の身元が判明、それぞれが1都4県の15 - 26歳の男女だった。身元の特定にはDNA型鑑定以外に、現場から見つかった身元を示すカード類などを併用した。
その他、Sは以下の容疑についても警視庁高尾署捜査本部に相次いで再逮捕された。
|     | 再逮捕日       | 対象者                                        | 容疑                     | 備考 | 出典                        |
| --- | -------------- | --------------------------------------------- | ------------------------ | --- | --------------------------- |
| 2.  | 2017年11月20日 | 女性I（事件当時23歳、東京都八王子市）         | 殺人                     | 死体遺棄容疑については同日付で処分保留。同月22日午前には東京地方検察庁立川支部に送致された。 | [ 44 ] [ 53 ]               |
| 3.  | 2017年12月11日 | 女性H（事件当時25歳、神奈川県横浜市）         | 殺人および死体損壊・遺棄 | 被害者2人目の立件。 | [ 54 ] [ 55 ] [ 56 ] [ 57 ] |
| 4.  | 2017年12月27日 | 女性A（事件当時21歳、神奈川県厚木市）         | 殺人および死体損壊・遺棄 | 被害者3人目の立件。この女性について男は「携帯電話を捨てさせた」「女性の所持品を処分した」と供述しており、実際に失踪直後の8月24日朝に片瀬江ノ島駅（小田急江の島線・神奈川県藤沢市）周辺のトイレで女性の携帯電話が発見されていた。 | [ 58 ]                      |
| 5.  | 2018年1月31日  | 女子高生B（事件当時15歳、群馬県邑楽郡邑楽町） | 殺人および死体損壊・遺棄 | 被害者4人目の立件。 | [ 60 ]                      |
| 6.  | 2018年1月16日  | 無職男性C（事件当時20歳、神奈川県横須賀市）   | 殺人および死体損壊・遺棄 | 被害者5人目の立件。 | [ 7 ]                       |
| 7.  | 2018年2月13日  | 女子大生D（事件当時19歳、埼玉県所沢市）       | 殺人および死体損壊・遺棄 | 被害者6人目の立件。 | [ 61 ] [ 62 ]               |
| 8.  | 2018年2月26日  | 無職女性E（事件当時26歳、埼玉県春日部市）     | 殺人および死体損壊・遺棄 | 被害者7人目の立件。 | [ 63 ]                      |
| 9.  | 2018年3月8日   | 女子高生F（事件当時17歳、福島県福島市）       | 殺人および死体損壊・遺棄 | 被害者8人目の立件。 | [ 64 ]                      |
| 10. | 2018年3月22日  | 女子高生G（事件当時17歳、埼玉県さいたま市）   | 殺人および死体損壊・遺棄 | この10回目の逮捕により被害者9人全員に対する殺人が立件された。 | [ 65 ]                      |

### 精神鑑定・起訴
本事件は神奈川県内で発生した事件だが、本事件は警視庁高尾警察署が最後の被害者Iの捜索願を受理し、同事件を拠点に本事件を捜査して被疑者Sを逮捕。そして東京地方検察庁立川支部に送致し、同地検支部が東京地方裁判所立川支部へ起訴したため、本事件は同地裁支部で審理されることとなった。
東京地検立川支部が2018年4月2日付で、東京地裁立川支部へ被疑者Sの鑑定留置を請求して許可を受けたことから、警視庁高尾署捜査本部は翌2018年4月3日に被疑者の身柄を留置先の警視庁立川警察署から警視庁本部庁舎に移送した。その後、東京地検立川支部は同日から9月3日まで5カ月間にわたって被疑者Sを鑑定留置した上で、専門家が精神鑑定を行った。2018年9月3日に鑑定留置が終了し、被疑者の身柄は警視庁本部から再び高尾署に移送された。
精神鑑定の結果、東京地検立川支部は「被疑者Sには刑事責任能力が認められる」と判断したため、勾留期限となった2018年9月10日付で、被疑者Sを被害者9人全員に対する強制性交等殺人・強盗殺人などの罪状で東京地裁立川支部に起訴した。
当初の逮捕容疑は被害者9人全員に対する殺人容疑だったが、東京地検立川支部は「金銭・性的暴行目的による殺害が立証された」と判断したことから罪状を強盗殺人・強制性交等殺人などに切り替えて一括起訴に踏み切った。各被害者に対する罪状は以下の通り。
- 女性8人 - いずれも強盗・強制性交等殺人[注 1]および死体損壊・死体遺棄の各罪状[2]
- 男性1人 - 強盗殺人および死体損壊・死体遺棄の各罪状[2]

被告人は起訴後に各報道機関との接見が可能となり、2018年9月11日、メディアの中で初めて勾留先・警視庁高尾警察署にて「金がありそうだから」という理由でNHK記者と接見したが、NHKからは金銭の要求を断られたため、事件の動機などについては語らなかった。同年9月14日に接見した時事通信社記者に対しては、「食欲を満たすため」に1回に差し入れできる限度額の3万円を要求したほか、さらに同年9月18日に接見した朝日新聞社記者・高島曜介に対しても食費の差し入れを求めた。時事通信社・朝日新聞社（高島）ともに記者は金銭の提供を拒否したが、被告人は高島との接見の際には金銭提供を断られると「やっぱりダメか」と苦笑しつつも、事件と関係ない内容の雑談には応じた。

## 刑事裁判

### 第一審
刑事裁判の第一審は東京地方裁判所立川支部で裁判員裁判として審理されたが、事件の被害者が多いことから、証拠の数も膨大で、起訴から初公判までに相当の時間を要した。
公判前整理手続は2019年（平成31年）4月から開始され、2020年（令和2年）9月30日に東京地裁立川支部（矢野直邦裁判長）で初公判が開かれることが決まった。その後、24回（77日間）にわたって審理を行い、判決公判までの日程が決まった。
事件番号は平成30年(わ)第1065号。

#### 初公判
2020年9月30日に東京地裁立川支部（矢野直邦裁判長）で被告人Sの裁判員裁判初公判が開かれ、被告人Sは起訴事実を認めた一方、弁護人は「被害者は死を望む気持ちがあり、被告人Sとの間で同意・承諾があった」として承諾殺人罪の成立を主張した。また、被告人Sの責任能力について検察官は冒頭陳述で「Sは一貫して目的にかなった行動をとっており、精神障害もなかった。刑事責任能力に全く問題はない」と主張した一方、弁護人は「被告人Sは何らかの精神障害を有している疑いがあり、心神喪失か心神耗弱の疑いがある」と主張した。
本事件は裁判員の負担軽減や、論点整理のために被害者を3グループに分け、それぞれ冒頭陳述と中間論告・弁論を行うこととなった。

#### 2017年8月の事件の審理
第2回公判（2020年10月5日）では2017年8月に殺害された男女3人（男性1人・女性2人＝1件目 - 3件目の被害者）について審理が開始され、彼ら3人の殺害に関する審理は10月19日まで続いた。同日の公判で、検察官は「被害者たちはそれぞれ被告人に生きる意思を示していたにも拘らず殺害された」と主張した一方、弁護人は「殺害の承諾があった」と反論した。続く第3回公判（同年10月6日）で、検察官は「1件目の被害者女性は、被告人と連絡を取り始めた当初は死を望んでいたが、やがて被告人から『死ぬのは良くない』と励まされ、生きる意欲を見せていた」と主張した。
第4回公判（10月7日）で被告人Sは検察官からの被告人質問に対し、「いずれの事件でも、被害者からの殺害の承諾はなかった」「継続的に女性を呼び込んでレイプし、金を奪おうと思った。最初の事件で計画通りに事が進んだので、それ以降も（犯行を遂行する）自信があった」と述べた一方、弁護人からの質問に対しては回答を拒否した。その理由について、第5回公判（10月8日）で被告人Sは「『起訴事実を争わない。簡潔に終わらせてほしい』と希望しており、その希望に合わせてくれるということで（弁護人を）選任したが、公判前整理手続に入ってからその方針を翻したため、不信感を覚えたからだ」と説明した上で、最初の被害者Aを殺害したことについて「ひどいことをした」と後悔している旨も口にした。
第6回公判（10月12日）では被害者Bの殺害に関し、第7回公判（10月14日）でも被害者Cの殺害に関してそれぞれ被告人質問が行われ、被告人Sはそれぞれ「被害者からの殺害への同意はなかった」と述べた。第8回公判（10月15日）では一転して弁護人からの弁護人の質問に回答したが、「（所持金額に関係なく）殺害した上で金を奪うつもりだった」「被害者Cは自分から失踪を指示された際、『なぜそれをしなければいけない』と疑問をぶつけてきた」などと述べた。第9回公判（10月19日）で、A・B・Cの3被害者についての審理は結審し、検察官は中間論告で「各被害者から被告人Sへの殺害の承諾はなかった」と主張した一方、弁護人は中間弁論で「殺害には同意があった」と主張した。

#### 2017年9月の事件の審理
第10回公判（2020年10月21日）で、2017年9月に殺害された被害者4人 (D・E・F・G) に関する審理が始まり、同日の公判で行われた検察官からの被告人質問で、Sは「Dが殺害に同意したとは思っていなかった」と述べた。その後、第11回公判（10月26日）でも「Dは自分と直接会って以降、具体的な自殺の話題はしておらず、殺害の同意もなかった」という旨を述べた。
一方、第12回公判（10月27日）では被害者Eについて、弁護人から「『私が寝たら殺してください』と言われたのではないか」と指摘されると、Sは「そのような遣り取りをした可能性はあるが、犯行直前には殺害の承諾に関する話はせず、意識のあるEを襲った。Eには子供がいることも知っていたが、だからと言って帰すつもりはなかった」と述べたほか、検察官から公判での証言が捜査段階と矛盾する点について指摘されると「捜査段階の時の供述のほうが正しいと思う」と述べた。また第13回公判（10月28日）では被害者Fについて「就寝中に両手両足を拘束しておいた」と述べたほか、同公判および続く第14回公判（10月29日）では「Fは金払いが良かったので、口説きやすくするために睡眠薬を飲ませたが、眠っている姿に欲情したので強姦・殺害した」「Fが寝ていなかったら殺さなかったかもしれない」と供述した。
第15回公判（11月2日）では7番目の被害者Gの殺害に関する審理が行われ、Sは被告人質問で「（Gは会った直後から）自分に好意を持つタイプではなく、金づるにするのは難しいと思った」「Gが自宅アパートに来た約1時間後には殺害していた可能性がある」と供述した。第16回公判（11月5日）ではD・E・F・Gの被害者4人に関する審理の中間論告・弁論が行われ、各被害者について検察官は「被告人Sはいずれも被害者から殺害の承諾は得ていなかった」と、弁護人は「殺害の承諾を得た上で殺害した」とそれぞれ主張した。

#### 2017年10月の事件の審理
11月10日 - 16日には、2017年10月に殺害された被害者2人 (H・I) についての審理が行われた。第17回公判（11月10日）では、弁護人が冒頭陳述で、「被告人Sは（検察側と同様に）『殺害の承諾はない』との主張をしているが、その内容には捜査段階との矛盾・推測が目立っている。仮にその主張が認められれば死刑だとわかった上で、自ら死を望んでいるようだ」と主張し、供述内容の慎重な検討を求めた。また同日、証人として出廷した被害者Hの母親は「娘（被害者H）は約7年間引きこもっていたが、事件の半年前にアルバイトを始めており、死への願望はなかったはずだ。Sには命で償ってほしい」と陳述した。
第18回公判（11月11日）では被害者Hの殺害に関する被告人質問が行われ、被告人Sは「（Hを殺害した際に）抵抗があったかどうかは、今は覚えていない」「（7人目の被害者Gを殺害して以降も殺人を繰り返した理由について）昏睡状態の女性との性行為に快感を覚え、やめるつもりはなかった」などと陳述した。しかし、検察官はそれ以前に、「被害者から被告人への殺害の承諾はなかった」とする主張の根拠として「Sは『被害者9人全員から抵抗を受けた』と供述していた」と主張していた。このため、裁判長がその矛盾点を問いただすと、被告人Sは「（6人目の被害者）Fは縛って簡単に失神させることができたが、それ以外のときに簡単にできた記憶がない」と回答した。続く第19回公判（11月12日）には9人目の被害者Iの殺害に関する被告人質問が行われ、被告人Sは「Iの所持金が少ないと知ったため、会う前に殺害を決意した。（7人目以降の被害者について、金蔓にできるかどうかの見極めが短くなったのは）『何より第一に（被害者を）暴行したい』という考えに変わったためだ」と述べた。そして第20回公判（11月20日）で検察官の中間論告および弁護人の中間弁論が行われ、全被害者の審理が実質終了した。

#### 責任能力などに関する審理
第21回公判（11月24日）では被告人Sの精神鑑定を担当した医師が出廷し、「Sに精神障害は認められず、責任能力に問題はない」と証言した。また、被告人Sは被告人質問で「（連続殺人の間は）自分の快楽を追い求めていた。2人目の被害者 (B) までは罪悪感があったが、それ以降は罪の意識が軽くなった」と述べ、一部の被害者には謝罪の弁を述べたが、他の女性被害者たちについては「特に思うところはない」と述べた上で、Gの遺族（兄）の通報が逮捕のきっかけになったことについては「今も恨んでいる」と述べた。
第22回公判（11月25日）では最後の被告人質問が行われ、被告人Sは「自分は極刑になると思うが、どんな判決が出ても控訴しない」と意思表示した上で、一部の被害者遺族には謝罪した。一方、被害者参加制度を利用して出廷した被害者遺族らは被告人Sに死刑を求める意見などを述べた。

#### 死刑求刑・結審
そして第23回公判（11月26日）で、検察官が事件全体に関する論告求刑を行い、「被告人には完全な責任能力があり、被害者らが殺害に同意していなかったことも明らか」などと主張して、被告人Sに死刑を求刑した。一方、弁護人は最終弁論で「起訴前の精神鑑定は不十分で、再鑑定が必要。『被害者は殺害に同意していなかった』という検察官の主張および被告人の供述は信用できない」と指摘した上で、「（法定刑が有期刑のみである）承諾殺人罪や強制性交致死罪などの成立にとどまり、死刑は選択できない」と主張し、結審した。

#### 死刑判決
2020年12月15日に判決公判が開かれ、東京地裁立川支部（矢野直邦裁判長）は「被害者は殺害を承諾していなかった。また犯行時、被告人Sは完全な刑事責任能力を有していた」と認定し、求刑通り被告人Sに死刑判決を言い渡した。
被告人Sは仮に死刑判決を受けても控訴しない意向を表明していたが、弁護人（主任弁護人：大森顕）は判決を不服として、同月18日に東京高等裁判所へ控訴する手続きを取った。しかし、被告人Sが同月21日付で東京高裁への控訴を取り下げたため、控訴期限の翌2021年（令和3年）1月5日0時をもって、Sの死刑が確定した。

## 死刑執行
2025年（令和7年）6月27日、死刑確定者（死刑囚）となっていたSは収監先の東京拘置所で死刑を執行された（当該項参照）（34歳没）。死刑執行を指揮した法務大臣は鈴木馨祐。日本における死刑執行は、2022年（令和4年）7月に秋葉原通り魔事件の死刑確定者である加藤智大に対してなされて以来、2年11か月ぶりのことであり、法務省が死刑執行の事実を対外的に公表するようになった1998年（平成10年）11月以降では最長の間隔である。

## 殺害の順序
1人目の被害者は前述の神奈川県の20代女性であり、2人目は男性を殺害した。この1人目の女性犠牲者と2人目の男性犠牲者はカップルであり、8月末に1人目の女性を殺害、その後、女性を捜していた交際相手の男性に女性の行方を尋ねられ、警察への事件発覚を恐れて部屋に誘い込み殺害した。なお、1人目の被害者の最後の携帯電話でのメールはSがアパートに入居した22日が最後となっており、1人目の被害者の携帯電話は25日に江の島（神奈川県藤沢市）の周辺で発見されている。
逮捕後の尋問にて、Sは被害者の年齢層について「10代後半4人、20歳くらい4人、20代後半1人」、殺害時期を「8月に1人、9月に4人、10月に4人」、部屋に置いてあった冷蔵庫の内部から血液反応が出たことについては「1人目と2人目は解体に時間がかかり冷蔵庫に入れたが、3人目以降は入れていない」と供述している。3人目から8人目までの殺害順については順番を覚えていないとも話した。

## Twitterの関連性
事件にはSが被害者の誘い出しに使った手段、Sの逮捕に繋がる情報提供の双方にTwitterが関連していた。
2017年3月よりSはTwitterを利用して自殺願望を持つ女性たちと交流するようになり、1人目の被害者となった神奈川県の20代女性とは8月8日にやり取りを始め、同月13日には実際に会っていた。この1人目の被害者が「初めて誘い出せた女性だった」と供述している。
Sは複数のTwitterアカウントを保有しており、また、9人の大半とは「Twitterで知り合った」と供述し、そのうち「首吊り士」を名乗ったアカウントでは自殺志願者に方法などを助言するような投稿を盛んに発信し、また「死にたい」と投稿したアカウントに対しては個別にメッセージを送るなどしており、積極的に自殺志願者たちと連絡を取り合っていた様子があった。自殺志願者に対しては自殺前に家族や友人、SNSに連絡をしないことを勧めることもしていた。そして、SはTwitterで自殺幇助を称しつつ自殺志願者と接触しており、相手を殺害後は新たな自殺志願者を装う目的で複数のアカウントを使い分け、相手を次々に誘い出していた可能性がある。
10月24日に最後の被害者の兄は警視庁高尾警察署に捜索願を提出しているが、同日にTwitter上で被害者の状況を説明した。このとき、逮捕時に囮役を行った女性が兄に対しTwitter上で情報提供している。
Sの逮捕後、Twitterを運営するTwitter社の日本法人は2017年11月7日に運用ルールに新項目を追加し、「自殺、自傷行為をほのめかす投稿を発見した場合は助長や扇動を禁じます」との文言を追加したことを明らかにした。違反があればツイートの削除やアカウント凍結の措置を取るとしている。

## 影響

### 海外メディア
韓国では、KBSテレビや京郷新聞が「猟奇殺人」、「アパートの一室で何が」と報道した。アメリカでは、ニューヨーク・タイムズは「連続殺人犯か」と報道し、AP通信は相模原障害者施設殺傷事件などを引き合いに出し、「日本は世界有数の治安が保たれた国だが最近、注目を集める事件が起きている」と報道した。イギリスではBBCニュースが「日本の男が7人の頭部を切断」と伝えた。

### 日本政府
2017年11月7日には当時の厚生労働大臣・加藤勝信が閣議後の記者会見で当事件に言及、「インターネットがきっかけになった」とした上で、ICT（情報通信技術）を活用し自殺予防策を強化する考えを示した。
また同月10日午前、当時の内閣官房長官・菅義偉は「SNSを利用した犯罪の再発防止策を強化するための関係閣僚会議」を開催した。菅は「本事件への強い憤り・被害者への冥福の念」を表明した上で、「当面各大臣に取り組んでいただきたい3点」として以下の内容を発表した上で、同席上で「政府一体の対策強化と再発防止の徹底」を強調した。
1. 「事件の全容解明と関係省庁の情報共有」[147][9]
2. 「および自殺に関する不適切なサイトや書き込みの対策強化」[147][9]
3. 「インターネットで自殺願望を発信する若者の心のケアの対策充実」[147][9]

## 関連文献
- 刑事裁判の第一審判決 - 東京地方裁判所立川支部刑事第3部判決 2020年（令和2年）12月15日 『判例時報』第2509号96頁、『TKCローライブラリー』（LEX／DBインターネット） 文献番号：25592060、『D1-Law.com』（第一法規法情報総合データベース）判例体系 判例ID：28290297、『Westlaw Japan』文献番号：2020WLJPCA12156007、平成30年(わ)第1065号。
  - 判決主文：被告人を死刑に処する。
  - 裁判官：矢野直邦（裁判長）・新井紅亜礼・岩竹遼
  - 検察官・弁護人
    - 検察官：青山景子・波多野博昭・進藤勇樹
    - 国選弁護人：大森顕（主任）・加藤梓・足立剛・村井宏彰
- 渋井哲也『ルポ 座間9人殺害事件 被害者はなぜ引き寄せられたのか』1178号、光文社〈光文社新書〉、2022年1月18日。ISBN 978-4334045869。 NCID BC12179317。国立国会図書館書誌ID:031886873・全国書誌番号:34291255。